# 朝倉パーキングエリア
朝倉パーキングエリア（あさくらパーキングエリア）は、島根県鹿足郡吉賀町注連川（しめがわ）にある中国自動車道のパーキングエリアである。
設置当初は島根県唯一のパーキングエリアであった。

## 道路
- E2A 中国自動車道

## 施設

### 上り線（浜田・大阪方面）
- 駐車場
  - 大型10台
  - 小型10台
- トレーラー2台
- トイレ
  - 男性 大2（和式0・洋式2）・小3
  - 女性 5（和式1・洋式4）
  - 車椅子用 1
- 自動販売機（災害対応型自動販売機）

### 下り線（山口・下関方面）
- 駐車場
  - 大型10台
  - 小型10台
  - トレーラー2台
- トイレ
  - 男性 大2（和式0・洋式2）・小3
  - 女性 5（和式1・洋式4）
  - 車椅子用 1
- 自動販売機（災害対応型自動販売機）

## バス停留所
朝倉バスストップ（あさくらバスストップ）は、朝倉パーキングエリアに併設されたバス停留所であるが、現在ではこのバス停に停車する高速バスは存在せず、使用されていない。

## 隣
E2A 中国自動車道
(29) 六日市IC/BS - 朝倉PA/BS - (30) 鹿野IC/BS